# Uisenma Borchu
En aquest nom mongol, el nom és «Borchu» i «Uisenma» és un patronímic, no pas un cognom.
Uisenma Borchu, nascuda Uizenmaagiin Borkhüü (en mongol, Үйзэнмаагийн Борхүү) (Ulaanbaatar, 1 de juny de 1984) és una cineasta i actriu alemanya d'origen mongol. El 1989, es va traslladar amb la seva família de Mongòlia a Alemanya de l'Est, on va créixer. Durant el període 2006-2015, va estudiar cinema documental a la Universitat de Televisió i Cinema de Múnic.

## Filmografia
- 2007: Donne-moi plus (Dona'm més).
- 2011: Himmel voller Geigen (Cel ple de violins).
- 2012: Khuyagaa – Tag im Leben eines Nomadenjungen (Khuyagaa: la vida diària d'un noi nòmad).
- 2012: Preis des Goldes (El preu de l'or).
- 2015: Schau mich nicht so an (No em veieu així).
- 2018: Asphaltgorillas (Goril·les d'asfalt).
- 2020: Schwarze Milch (Llet negra).

## Premis
- 2012: Megaherz Film School Award per Himmel voller Geigen (2011) al 27è Festival Internacional de Cinema Documental de Múnic (DOK.fest Munich), Alemanya.[1]
- 2015: Fipresci Film Critics Prize per a Schau mich nicht so an.[2]
- 2015: Bayerischer Filmpreis (Bavarian Film Awards)[3]
- 2016: «Dona mongola de l'any» de l'Associació per al Desenvolupament de Dones Mongoles a Europa,